# 條編

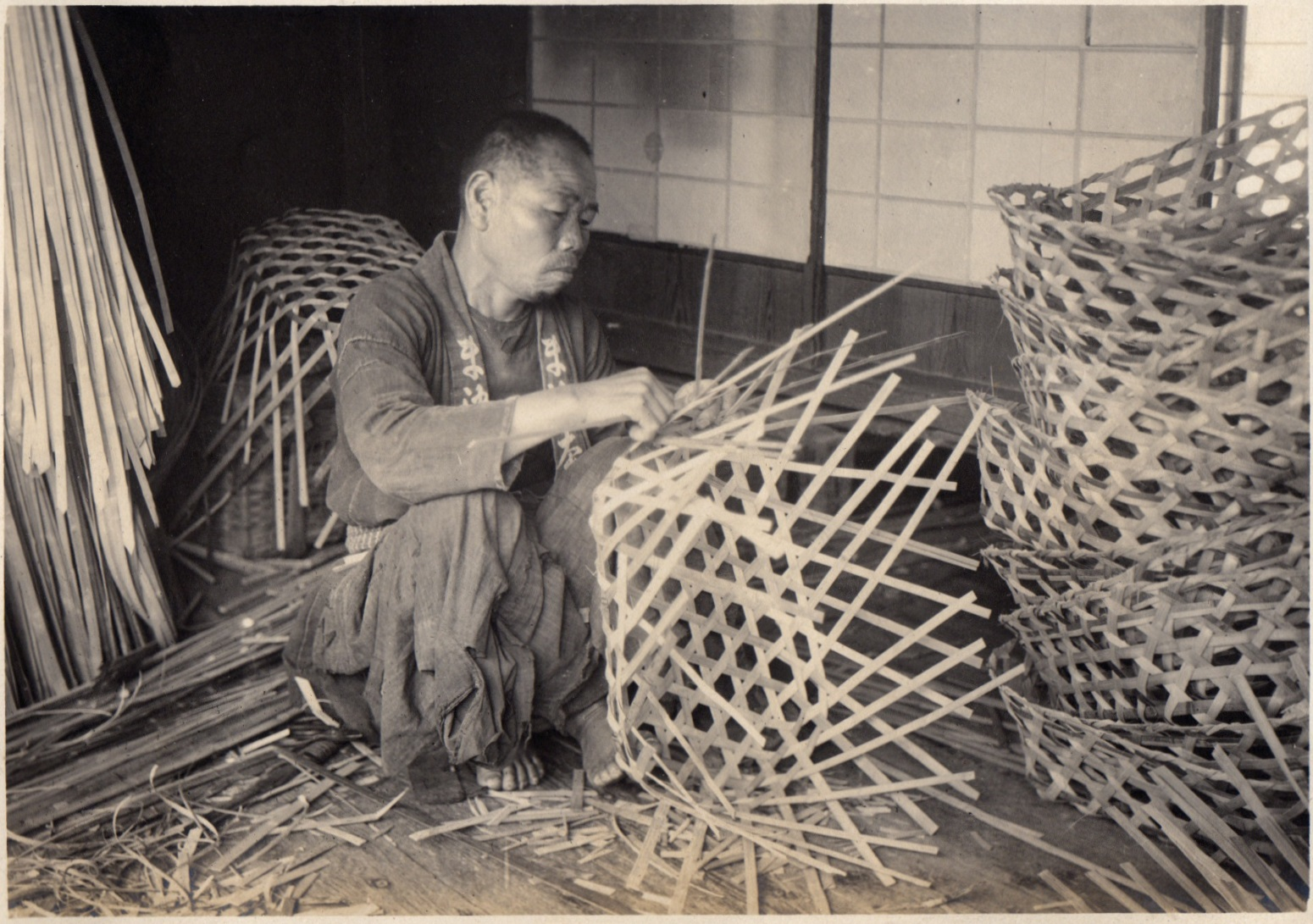
日本竹编

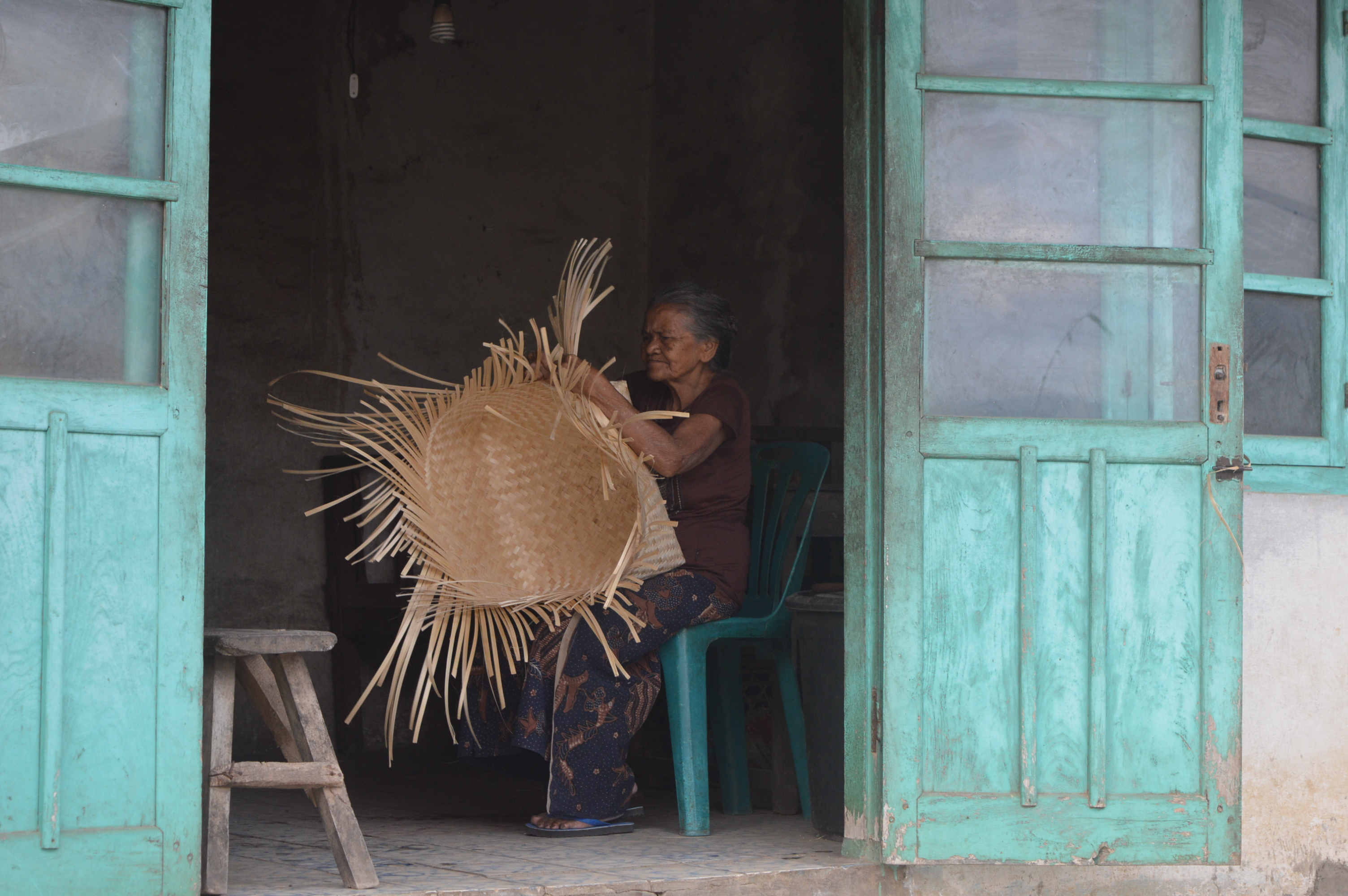
印尼峇厘島竹编

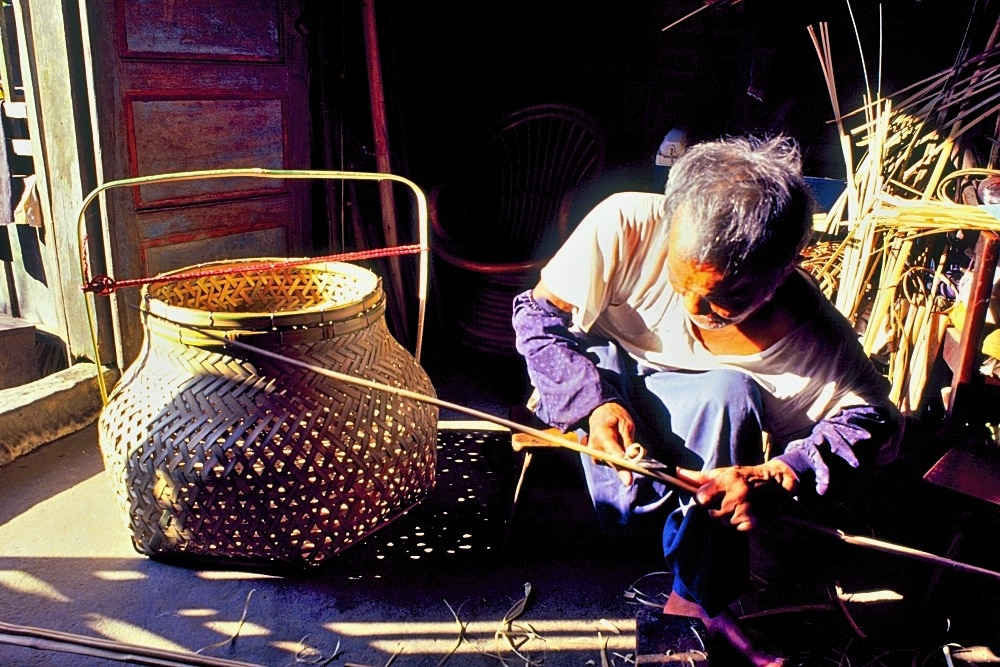
台灣竹编

條編是一种以条狀物为基础材料，用挑、压、交、织等方式进行手工编织的传统技艺。依照原材料不同，傳統上有竹編、柳編、藤編、葦編等類型，現代也有以人造纖維作為原料的條編。
在中国多处地方，当地农民把柳编作为主要收入来源。柳编为纯手工艺品，当地柳编出口企业依托政府支持和廉价的劳动力，获得巨大出口利润。

## 发展历史

### 竹編
河姆渡文化遗址出土的7000年前的竹编证明了简单竹编早在人类定居生活时期便已出现；战国时期，竹编形式变得丰富，竹乡安吉出土的战国时期竹编文物：竹碗、竹盒等便是当时竹编发展的有力证明；秦汉时期的竹编被运用到了其他领域，出现了竹席，竹帘等，西安还曾出土过底部印有竹席网格图案的“秦陵铜马车”；唐宋时期，竹编艺术融入了民间，还曾作为玩具出现，当时著名的竹马戏《昭君出塞》中使用的马就是竹编马。明代中期，竹编被制作为盒具，如管帽盒、将军罐等就是典型代表；中華人民共和国成立後，中国对竹编文化的发展开始重视，对民间竹编艺术家设置有“中国竹工艺大师”等称号。还对地方设有“中国竹编之乡”等称号。
毛竹、淡竹、水竹、方竹等由于竹色、坚硬度、光泽度优良，是当下民间相对常见的材料。

## 用途
目前，竹编在生活中运用有竹编家具、竹编茶具、竹帘、竹灯笼、竹扇、竹凉席等。

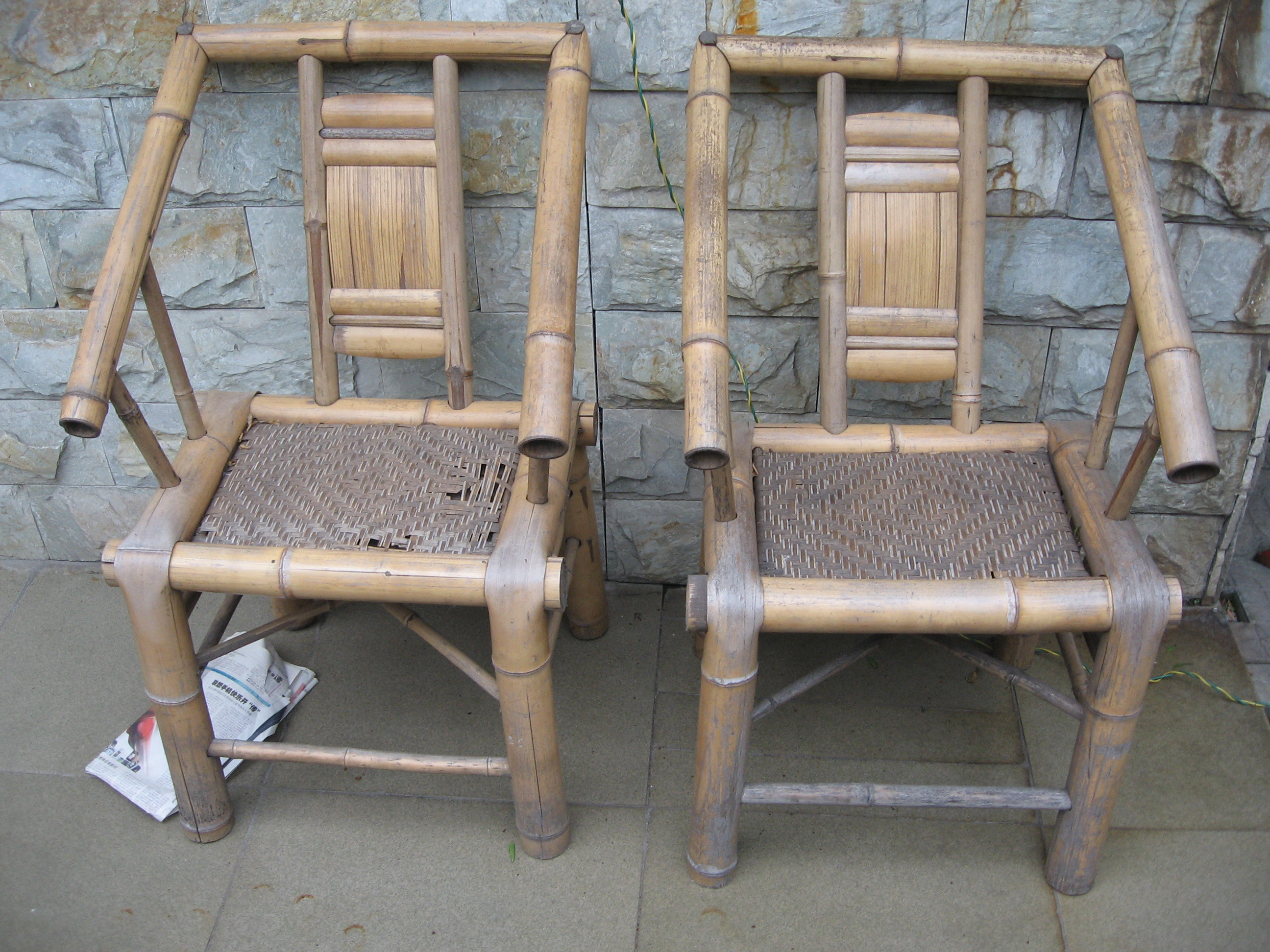
竹编家具
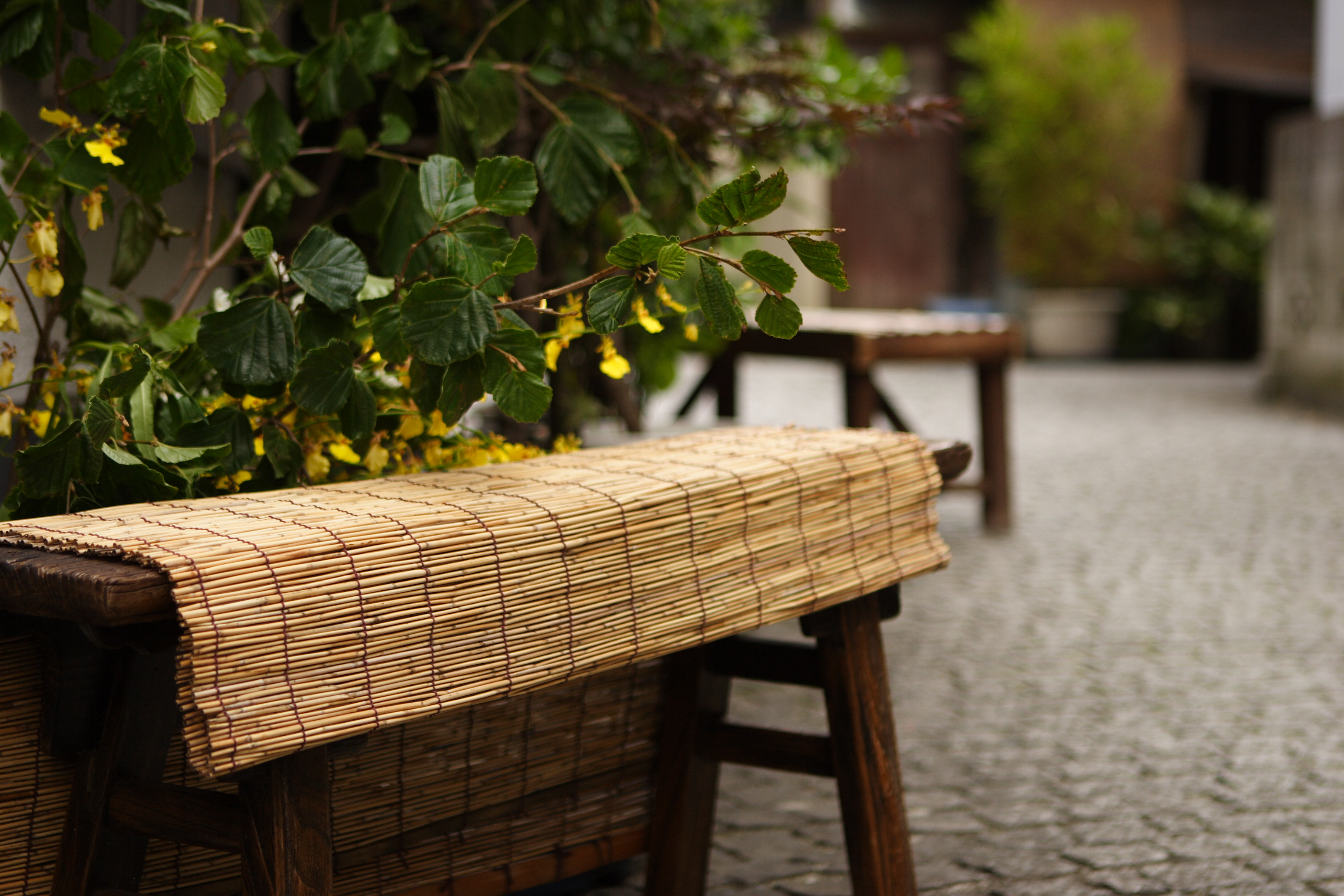
竹簾
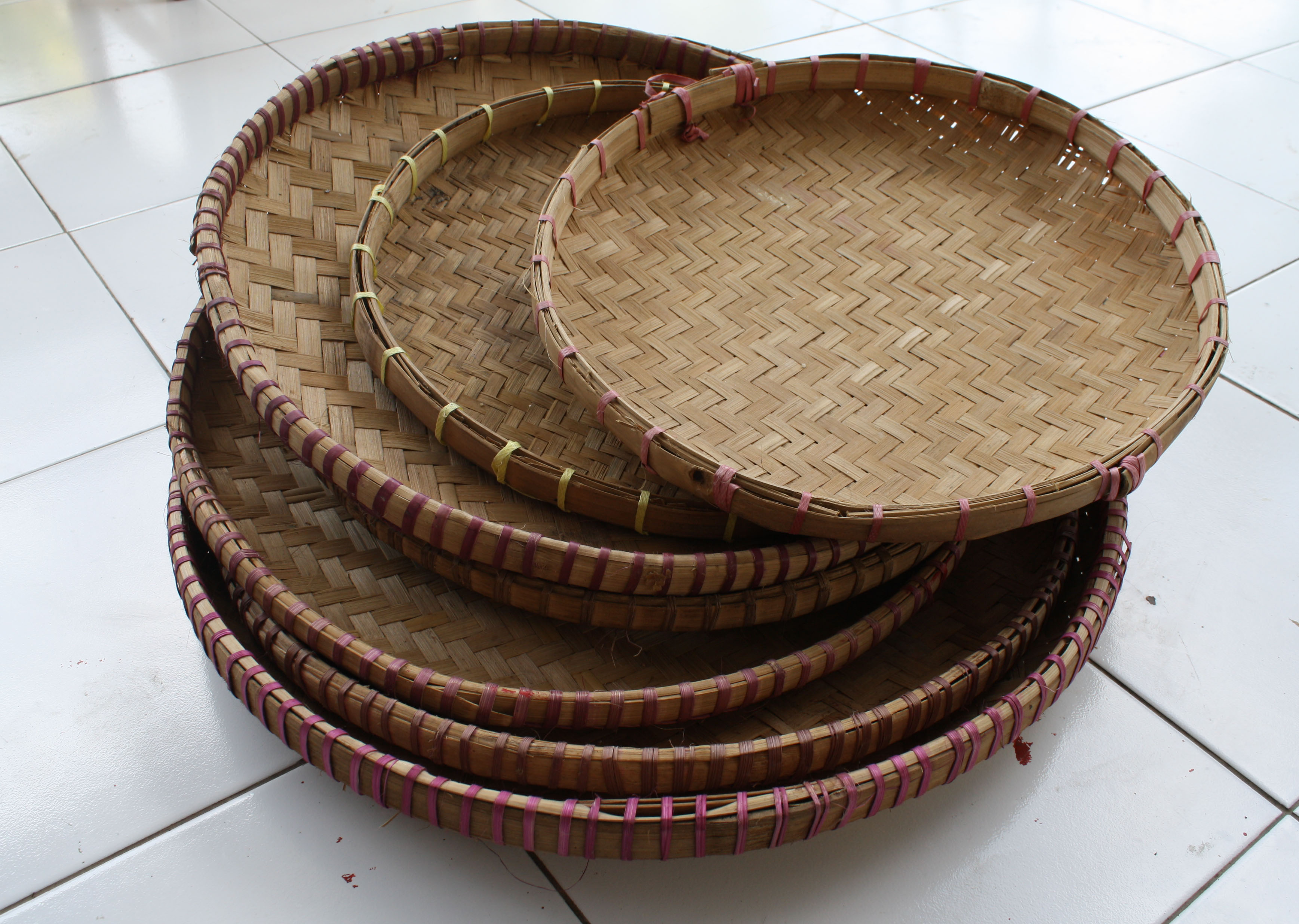
笳籬
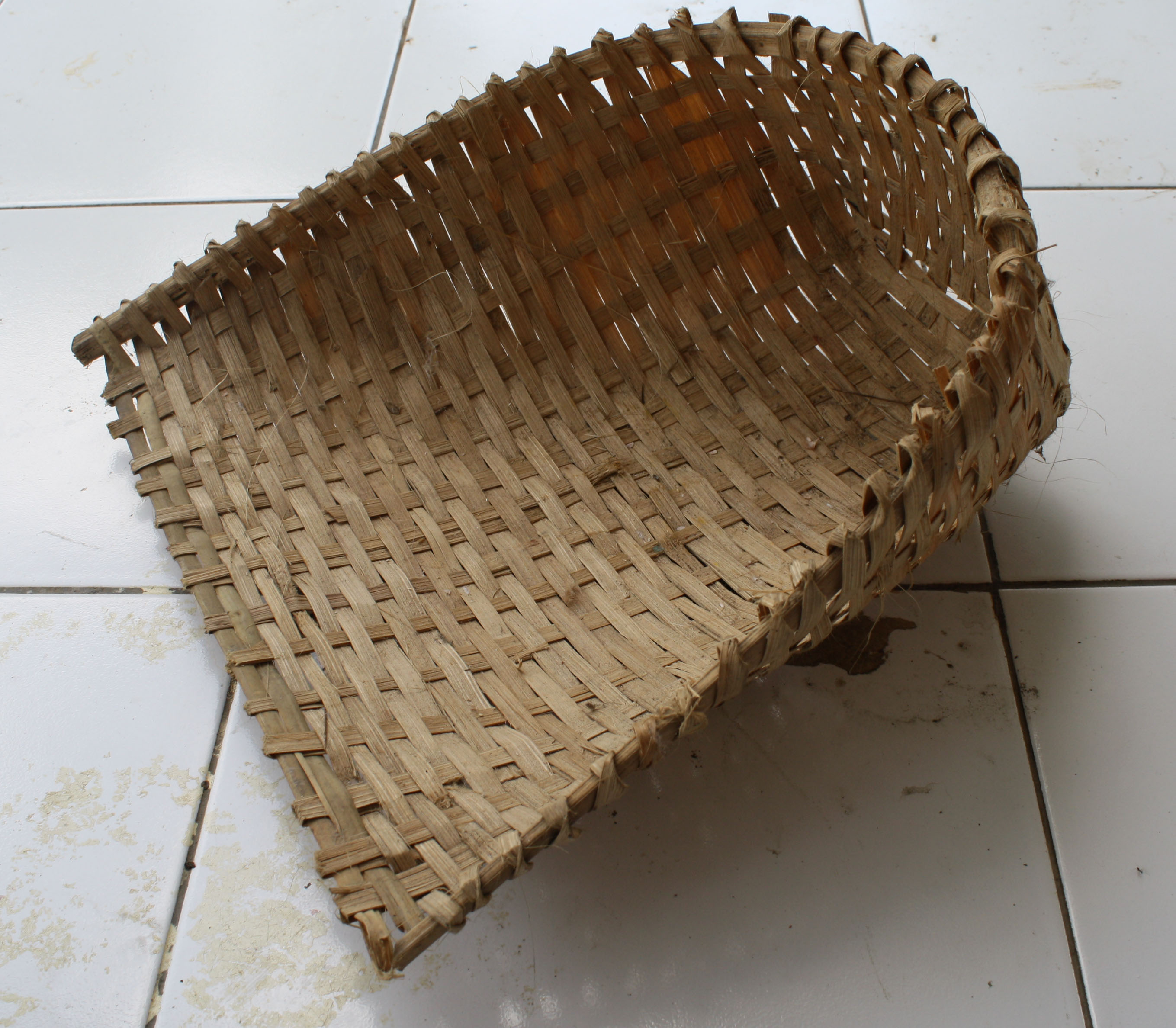
畚箕
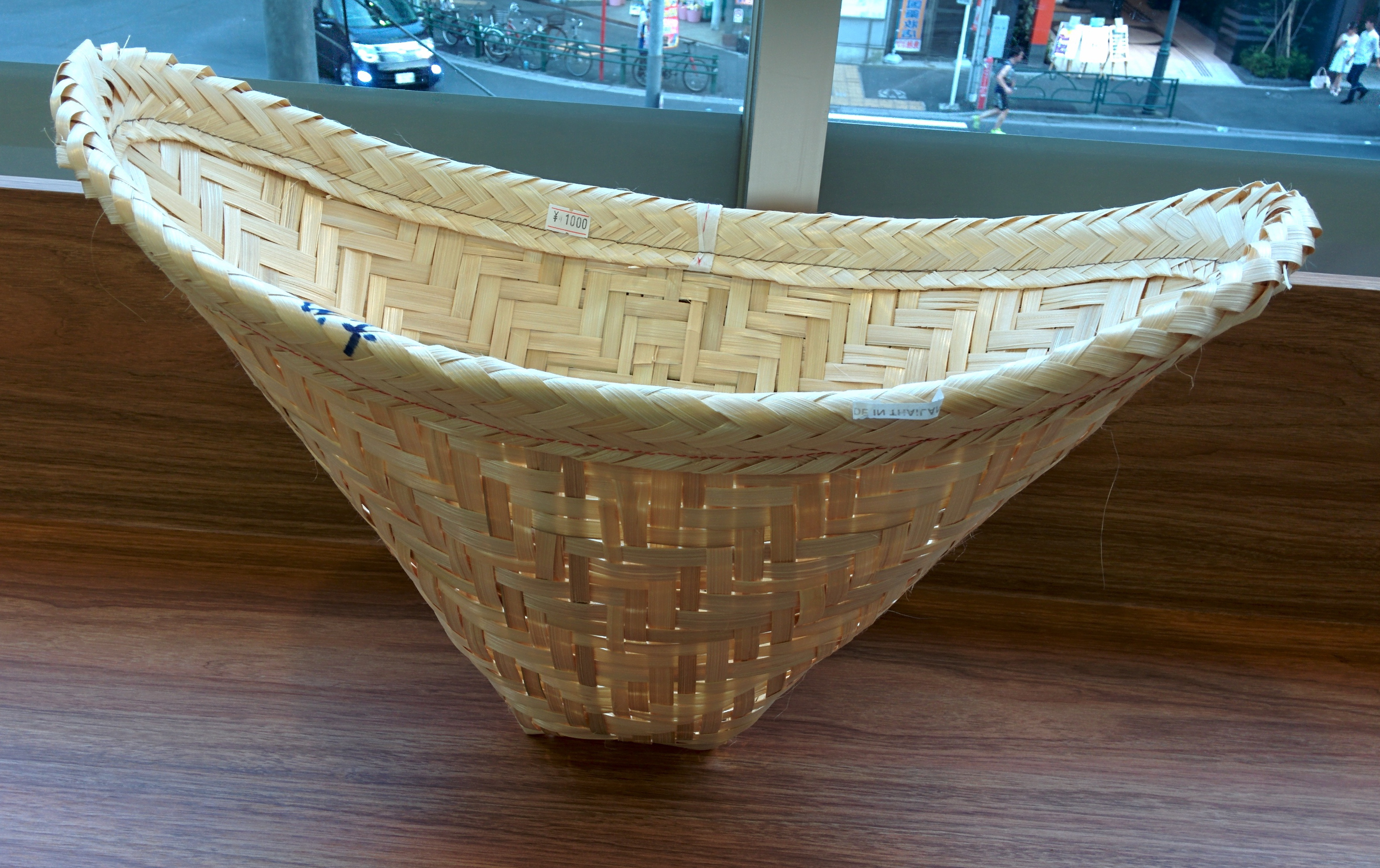
東南亞蒸糯米的竹籃
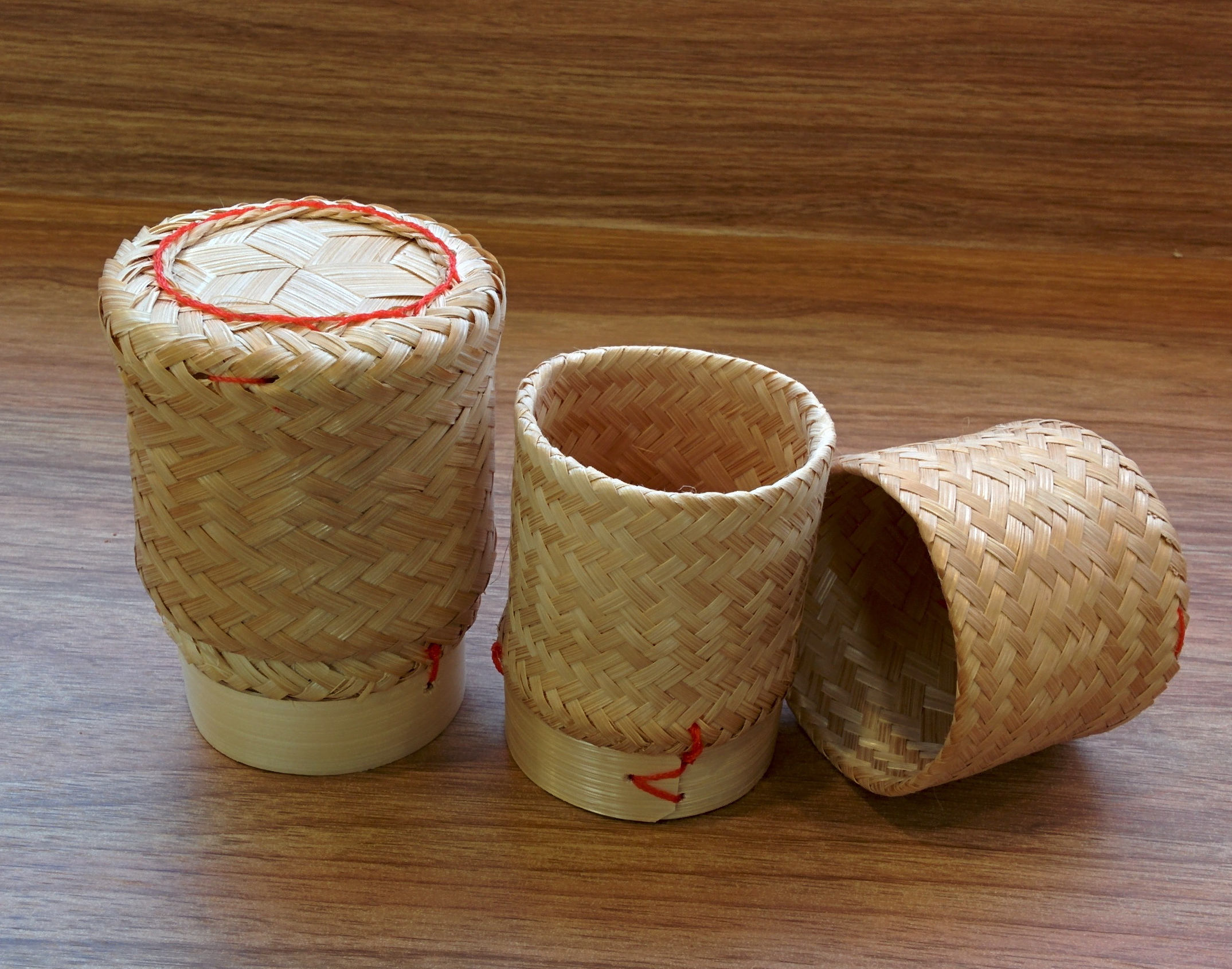
東南亞盛裝糯米的竹容器